# Generalife
Generalife (arabsko: جنة العريف Jannat al-'Arīf, dobesedno, "arhitektura vrta") je bila poletna palača in posestvo Nasridskega emirja iz Granadskega emirata v Al Andaluz, zdaj leži poleg mesta Granada v avtonomni skupnosti Andaluzija, Španija. Zasnovana je bila kot podeželske vasi, kjer so bili integrirani okrasni vrtovi, sadovnjaki in arhitektura, blizu Alhambra.
Generalife se nahaja izven obzidja Alhambre, na pobočjih Cerro del Sol. To je bila rekreativna posest Nasridskih sultanov, uporabljala pa se je tudi za vrtnarjenje. V srednjem veku so imeli vsaj štiri sadovnjake. Prebivališče je palača, ki jo je vezir Ibn al-Yayyab imenoval Casa Real de la Felicidad (kraljeva hiša sreče).
Zgrajena je v mavrsko arabskem slogu in se nahaja na severni strani Alhambra. V času izgradnje je bila zunaj obzidja muslimanske Granade in neposredno povezana z Alhambro. Glavni vpadnici iz Barranco Aikabia, sedanja Cuesta de los chinos, premošča reko Darro.
Sestavljena je iz niza zgradb, dvorišč in vrtov, ki so ena največjih znamenitosti v mestu Granada, skupaj z Alhambro 

## Zgodovina
Palača in vrtovi so bili zgrajeni v času vladavine Mohameda III. (1302-1309) in preurejena v času Abu I. - Walid Isma'ila (1313-1324).

## Načrt
Kompleks je sestavljen iz Patio de la Acequia (dvorišče prelivajoče vode ali vodni vrt), ki ima dolg bazen uokvirjen s cvetličnimi gredami, fontane, stebrišče in paviljone ter Jardín de la Sultana (sultanin vrt ali dvorišče cipres). Načrtovalci so želeli kar najbolje ohraniti slog srednjeveškega perzijskega vrta v Al Andaluz.
Prvotno je bila palača povezana z Alhambro s pokritim hodnikom čez grapo, ki ju zdaj ločuje. Generalife je eden od najstarejših ohranjenih mavrskih vrtov.

### Dostop
Generalife je imel včasih tri dostope, enega iz Alhambre, za sultana in njegovo spremstvo, enega na jugovzhodnem vogalu v bližini vhoda paviljon in tretjega na severu za osebje.
Danes se dostopa preko Jardines Nuevos in Paseo de los Cipreses, ki ju je naredil Francisco Prieto Moreno leta 1931 in ki je ustvaril verigo odprtih prostorov narejenih s cipresami. Leta 1954 je bil na prostem avditorij, ki se je uporabljal predvsem za plesne predstave v času Festivales de música y danza de Granada.
Po vstopu v Generalife preko dveh dvorišč, se pride do arhitekturnega ansambla, zgrajenega na brežini, z mnogimi  cármenes granadinos, ločenih s stenami. Tako so gradbeniki ustvarili serijo recoletos (intimnih prostorov) s skupnimi značilnostmi muslimanske arhitekture in tudi izjemnim razgledom na mesto in Alhambro.
Prvo dvorišče, ki je v uporabi, se imenuje Apeadero zaradi klopi vzdolž zadnje stene pripravljene za descabalgadura. Drugo najvišjo se nahaja na vrhu strmega stopnišča Patio de la Acequia.

### Patio de la Acequia
Prvo in najbolj značilno dvorišče se imenuje Acequia. Ima shemo arabskega dvorišč (Char-Bagh), perzijskega izvora in bogato tradicijo v Andaluziji, pogojeno z vzdolžno obliko terena in okrepljeno s prisotnostjo Krajevega kanala (Acequia Real), ki je prinesel vodo za preostale sadovnjaki in nato še v Alhambro. Jarek z dvema vrstama curkov je bil dodan v devetnajstem stoletju. Po letu 1492 je bil krščanski kulturni vpliv s svojim arhitekturnim pojmovanjem vedno velikega pomena in je prilagajal prostore po zahodnih merilih, ki so jih imeli njihovi različni lastniki in prebivalci.

### Sala Regia
Nižje od Patio de la Acequia, se pod obokanim stebriščem nahaja Sala Regia, okrašena s jeserija štukaturnim ometom iz 14. stoletja. Dekorja v tem prostoru je toliko, kot v preostalem delu sklopa je razmeroma bolj umirjen kot v dvoranah Alhambre.

### Patio del Ciprés de la Sultana
Sala Regia je dostopna preko stopnišča, ki ima dvojne renesančne galerije Patio del Ciprés de la Sultana. Dvorišče je bilo močno spremenjeno v krščanskih časih, a kljub temu ohranja s svojo bujno vegetacijo vpliv svojih nekdanjih prebivalcev in ki ga je oblikoval Fernando Chueca Goitia in imenoval castizos invariante. Gradnja dvorišča sega v obdobje med pozno 13. in prvo četrtino 14. stoletja.

### Vrt Altos in Escalera del Agua
Sprehod se nadaljuje skozi stopnišče levov, ki pripelje do Jardines Altos del Palacio. Pri tem moramo mimo Escalera del Agua, vodnih stopnih. Glavni cilj tega stopnišča je bila komunikacija palače Generalife z majhno kapelico, ki se nahaja na vrhu hriba. Naklon je bil problem, zato so ga rešili z redkimi stopnicami, prekinjenimi z več krožnimi bazenčki z vodo in kanalom ter ograjo iz ometane opeke in pobeljene. Voda iz Real Acequia z neenakomernim tokom ustvarja simfonijo miru in počitka ter vlažno okolje. Senčen in hladen prostor je služil za zbranost pred molitvijo, ki je potrebna pred vstopom v vsako mošejo. Stopnišče je primer kako narediti imenitno arhitekturno rešitev iz preprostih materialov.

## 20. stoletje
Današnji vrtovi so posledica obnove začete leta 1931 in zaključene leta 1951 s Francisco Prieto Morenom. Steze so tlakovane v tradicionalnem slogu z granadskimi mozaičnimi kamenčki. Belih iz reke Darro in črnih iz reke Genil. 
Generalife je na UNESCO-vem seznam svetovne dediščine v Granadi, skupaj z Alhambro palačami in vrtovi in okrožjem Albayzín.
- Okno v Generalife
- Škropljenje vodnjaka ohlaja okoliški zrak

## V umetnosti
- Prvi nokturno (od treh) za klavir in orkester Noči v španskih vrtovih (Noches en los jardines de España, 1916), Manuel de Falla opisuje Generalife.
- Paco de Lucia je napisal skladbo za kitaro imenovano "Generalife bajo la luna".
- Joaquín Rodrigo je napisal skladbo " Junto al Generalife " za solo kitaro.

## Sklic
1. ↑  Burton, Rosemary and Cavendish, Richard (2003). Wonders of the World: 100 Great Man-Made Treasures of Civilization. Sterling Publishing Company, Inc., ISBN 1-58663-751-7, p.27.
2. ↑  Núñez, J. Agustín (Ed.). (2002). Muslim and Christian Granada. Edilux. ISBN 84-95856-07-7.